# Màlie Sestrionki
Màlie Sestrionki (en rus: Малые Сестрёнки) és un poble de l'óblast de Saràtov, a Rússia, segons el cens del 2010 tenia 81 habitants. Pertany al districte municipal d'Arkadak.